# ローテーション (競馬)
競馬におけるローテーションとは、競走馬が出走するレースに関して用いられる言葉である。ただしローテーション（rotation）という英語の本来の意味は「（3者以上の）輪番、持ち回り」であり、例えばプロ野球チームの先発投手陣が順番にその役目（先発登板）を果たすような仕組みに対して用いる言葉である。よって競馬においてはこの言葉は和製英語である。
用法には以下のものがある。
- 当該競走馬の出走予定。とくに、グレードの高いレースに向けての予定。
- 当該競走馬が当該レースに出走するまでに踏んだ過程（出走した回数、レース相互の間隔（直近のレースと当該レースまたは過去に出走したあるレースと直近のレース）など）。

## レース間隔の表現
レースAとレースBとの時間的間隔を表す際には、中○日、あるいは中○週という表現が用いられる。
中○日は、レースAの施行日の翌日とレースBの施行日との間に挟まれた日数を表す。たとえばレースAが1月1日、レースBが1月10日に施行されたとすると、両レースの間隔は中8日である。
中○週は、中央競馬において用いられる表現である。中央競馬は原則的に土曜日と日曜日に開催され、その2日をもって1週とされる。つまり中○週とは、レースAとレースBとの間に挟まれた週の数を表す。たとえばレースAが10月1日（土曜）、レースBが10月16日（日曜）に施行されたとすると、2つのレースの間には10月8日（土曜）、10月9日（日曜）の週が挟まれるため、間隔は中1週となる。挟まれる週が1つもない場合は、中0週ではなく連闘（れんとう）と表現される。連闘でG1競走などに出走することも可能である。
なお、日本中央競馬会競馬施行規程93条および93条2項により、競走に出走した日から起算して5日を経過していなければ次の競走に出走させることができない。従って土曜日と日曜日の2日間で連続してレースに出走することは禁じられている。